# Sirise
Sirise (nep. सिरिसे) – gaun wikas samiti we wschodniej części Nepalu w strefie Sagarmatha w dystrykcie Udayapur. Według nepalskiego spisu powszechnego z 2001 roku liczył on 701 gospodarstw domowych i 4401 mieszkańców (2148 kobiet i 2253 mężczyzn).